# Чудотворцы (телесериал)
«Чудотворцы» (англ. Miracle Workers) — американский комедийный сериал-антология, основанный на новелле What in God’s Name (1 сезон) и на рассказе Revolution (2 сезон) сценариста Саймона Рича. Премьера состоялась 12 февраля 2019 года на телеканале TBS, финальный эпизод первого сезона вышел в эфир 26 марта 2019 года. В мае 2019 года канал TBS продлил сериал на второй сезон. Его премьера состоялась 28 января 2020 года, второй сезон также получил подзаголовок «Тёмные времена». В августе 2020 было подтверждено, что сериал продлён на третий сезон, его действие развернётся в середине XIX века на Диком Западе, третий сезон получил подзаголовок «Дикий Запад», премьера состоялась 13 июля 2021 года. 3 ноября 2021 года сериал был продлён на четвёртый сезон. Четвёртый сезон получил подзаголовок «Конец света», премьера должна была состояться 16 января 2023 года, но она была перенесена на 10 июля 2023 года. В ноябре 2023 года было объявлено о завершении сериала.
В главных ролях — Дэниел Рэдклифф, Джеральдин Висванатан, Джон Басс, Каран Сони и Стив Бушеми.

## Сюжет

### 1 Сезон
Главные герои сериала — Крейг, ангел низшего звена из Отдела обработки и исполнения молитв, и Элайза, его новая напарница. Они работают в компании Heaven Inc. («Корпорация „Небеса“») и их босс, Бог, в основном занят лишь своими хобби. Когда он решает уничтожить Землю, у Крейга и Элайзы есть лишь две недели, чтобы спасти планету, исполнив одну из самых невозможных молитв — помочь двум неуверенным и  влюбленным людям построить отношения.

### 2 Сезон
Действие второго сезона разворачивается в маленьком европейском городке в Тёмные века Средневековья. Главные герои — принц Чонсли, наследник престола, живущий в замке, и Александра, дочь городского дерьмогрёба. Несмотря на принадлежность к разным сословиям, у молодых людей обнаруживается много общего, а главное — нежелание оправдывать общественные ожидания.

### 3 Сезон
Действие разворачивается на Диком Западе. Главный герой — священник Иезекииль Браун в компании с опасным преступником Беней Молокососом ведёт своих людей по Орегонской тропе навстречу лучшей жизни. Каравану предстоит преодолеть множество преград на пути, встретиться лицом к лицу с бандой во главе с дочерью Бенни, а самому Иезекиилю разобраться в своих чувствах к замужней Пруденс.

### 4 Сезон
Действие разворачивается в постапокалиптическом будущем. Кочующий воин Сид и беспощадный военный вождь Фрея сталкиваются с самым антиутопическим кошмаром: основанием поселения на окраине города. Вместе они справляются с экзистенциальными ужасами семейной жизни и строительства маленького городка Бумтаун под сомнительным руководством богатого торговца мусором Морриса Рубинштейна.

## В ролях

### Основные персонажи
- Дэниел Рэдклифф — Крейг Боуг, ангел низшего звена, сотрудник Отдела обработки и исполнения молитв (1 сезон) / Принц Чонсли «Просто Клёвый», глуповатый и наивный наследник престола (2 сезон) / Иезекииль «Зик» Браун, преподобный (3 сезон) / Сид, странствующий воин (4 сезон)
- Джеральдин Висванатан — Элайза Хантер, новая напарница Крейга, была переведена из Департамента грязи (1 сезон) / Александра «Аль» Дерьмогрёбова, дочь Эдварда, которая не горит желанием продолжать семейное дело (2 сезон) / Пруденс Абердин, жена Тодда и возлюбленная Иезекиля (3 сезон) / Фрея Экзальтада, воинствующий вождь (4 сезон)
- Каран Сони — Санджей Принс, личный помощник Бога, до повышения работал вместе с Крейгом в Отделе обработки и исполнения молитв (1 сезон) / Лорд Крис Векслер, ближайший соратник Короля и друг Принца Чонсли (2 сезон) / Стрелок, охотник за головами (3 сезон) / TI-90 «Тай», робот-убийца (4 сезон)
- Джон Басс — Сэм, неуверенный в себе парень, мечтающий о взаимности с Лорой (1 сезон) / Майкл «Майки» Дерьмогрёбов, недалёкий сын Эдварда и брат Аль (2 сезон) / Тодд Абердин, муж Пруденс (3 сезон) / Боевой пёс «Уничтожитель», верный друг Фреи (4 сезон)
- Стив Бушеми — Бог (1 сезон) / Эдди Мёрфи Дерьмогрёбов, лучший сборщик дерьма во всём городе (2 сезон) / Бенни «Беня» Молокосос, разыскиваемый бандит (3 сезон) / Моррис «Старьёвщик» Рубинштейн, богатый торговец мусором (4 сезон)

### Второстепенные персонажи

#### 1 Сезон
- Джон Рейнолдс — Мэйсон
- Анджела Кинси — Гали, ангел, сотрудник отдела управления персоналом
- Тим Медоуз — Дэйв Шелби
- Крис Парнелл — отец Бога
- Маргарет Чо — мать Бога
- Титусс Бёрджесс — брат Бога
- Лолли Адефоп — Рози, секретарь в приёмной Бога
- Саша Кампере — Лора, девушка, которая нравится Сэму и которой нравится он

#### 2 Сезон
- Питер Серафинович — Король Крагнур «Бессердечный», суровый правитель, отец Принца Чонсли
- Лолли Адефоп — Мэгги, подруга Аль

#### 3 Сезон
- Ламонт Томпсон — фермер Джон
- Тэмми Далстром — Марта
- Ривер Дроше — юный Левай
- Шей Митчелл — Фиолетта
- Джордан Фёрстмен — Кейя
- Куинта Брансон — Триг
- Карл Тарт — Лионель
- Тим Медоуз — нунах Джедидия
- Эрин Дарк — Федра
- Джессика Лоу — владелец таверны в Бранчуотере
- Рон Фанчес — Боб «Грязный Член»
- Карамо Браун — американский патриот
- Мариса Кинтанилья — Шейла
- Бобби Мойнахан — губернатор Лейн

## Список эпизодов
| Сезон | Заголовок      | Серии | Серии | Даты показа     | Даты показа      |
| Сезон | Заголовок      | Серии | Серии | Первая серия    | Последняя серия  |
| ----- | -------------- | ----- | ----- | --------------- | ---------------- |
| 1     | –              | 7     | 7     | 12 февраля 2019 | 26 марта 2019    |
| 2     | Тёмные времена | 10    | 10    | 28 января 2020  | 31 марта 2020    |
| 3     | Дикий Запад    | 10    | 10    | 13 июля 2021    | 14 сентября 2021 |
| 4     | Конец времён   | 10    | 10    | 10 июля 2023    | 28 августа 2023  |

### Сезон 1 (2019)
| № общий | № в сезоне | Название             | Режиссёр      | Автор сценария                | Дата премьеры   | Зрители U.S. (млн) |
| --- | ---------- | -------------------- | ------------- | ----------------------------- | --------------- | ------------------ |
| 1 | 1          | «2 недели» «2 Weeks» | Йорма Такконе | Саймон Рич                    | 12 февраля 2019 | 1,20               |
| Чтобы предотвратить разрушение Земли, которое задумал Бог, чтобы построить на этом месте ресторан, Крейг, ангел низшего звена, и его новый напарник — ангел Элайза, должны исполнить кажущуюся невозможной молитву: помочь двум неуверенным в себе людям влюбиться друг в друга. |            |                      |               |                               |                 |                    |
| 2 | 2          | «13 дней» «13 Days»  | Йорма Такконе | Серокко Данлап                | 19 февраля 2019 | 1,03               |
| Бог просит Санджея жёстко наказать одного неверующего с Земли — Билла Мара, а Крейг и Элайза осознают, какая сложная работа им досталась. |            |                      |               |                               |                 |                    |
| 3 | 3          | «12 дней» «12 Days»  | Райан Кейс    | Джефф Лавнесс                 | 26 февраля 2019 | 0,94               |
| Один человек внезапно вмешивается в планы Крейга и Элайзы, ставя их труды под угрозу. Санджей старается показать себя с лучшей стороны. |            |                      |               |                               |                 |                    |
| 4 | 4          | «6 дней» «6 Days»    | Райан Кейс    | Хетер Энн Кэмпбелл            | 5 марта 2019    | 0,95               |
| Крейг помогает Богу наладить связь с новым пророком, а Санджей тем временем отправляется в подвал и берёт операцию по спасению Земли в свои руки. |            |                      |               |                               |                 |                    |
| 5 | 5          | «3 дня» «3 Days»     | Морис Мэрэбл  | Митра Джохари, Гари Ричардсон | 12 марта 2019   | 0,94               |
| Рози встречается с представителем конкурирующей организации, который предлагает ей новую работу. В это же время Крейг, Элайза и Санджей пытаются обманом заставить Бога подписать одну бумагу, но им не обойтись без помощи Рози.                                                |            |                      |               |                               |                 |                    |
| 6 | 6          | «1 день» «1 Day»     | Дэн Шимпф     | Лукас Гарднер                 | 19 марта 2019   | 0,93               |
| Бог отправляется на встречу с инвесторами, чтобы представить проект своего ресторана, а Крейг, Элайза, Санджей и Рози всеми силами стараются подтолкнуть Сэма и Лору на серьёзный шаг.                                                                                           |            |                      |               |                               |                 |                    |
| 7 | 7          | «1 час» «1 Hour»     | Морис Мэрэбл  | Дэн Мирк                      | 26 марта 2019   | 0,90               |
| Команда объединяет усилия всех отделов для спасения Земли и всего человечества. Пока Санджей старается отвлечь Бога, Крейг неожиданно для всех сильно рискует ради достижения цели.                                                                                              |            |                      |               |                               |                 |                    |

### Сезон 2: Тёмные времена (2020)
| № общий | № в сезоне | Название                                 | Режиссёр                  | Автор сценария  | Дата премьеры   | Зрители U.S. (млн) |
| --- | ---------- | ---------------------------------------- | ------------------------- | --------------- | --------------- | ------------------ |
| 8 | 1          | «Выпускной» «Graduation»                 | Джеррад Пол, Эндрю Могель | Саймон Рич      | 28 января 2020  | 1,10               |
| Александра Дерьмогрёбова заканчивает школу и готова строить успешную карьеру, но с неохотой ей приходится пойти по стопам отца и собирать фекалии по всему городку. Тем временем, Принц Чонсли пытается угодить своему отцу, участвуя в сражениях за Королевство, но в последний момент решает остаться в замке и быть ближе к крестьянам. |            |                                          |                           |                 |                 |                    |
| 9 | 2          | «Требуется помощь» «Help Wanted»         | Джеррад Пол, Эндрю Могель | Саймон Рич      | 4 февраля 2020  | 1,10               |
| Когда Майки находит одну из сбежавших домашних уток Чонсли, тот отбирает её обманом, а потом впервые в жизни испытывает чувство стыда. Александра устраивается на работу в медицинский центр и завоёвывает уважение сверстников, но ей приходится стать разоблачителем, когда оказывается, что врач — обманщик.                            |            |                                          |                           |                 |                 |                    |
| 10 | 3          | «Путешествие» «Road Trip»                | Дэниел Грей Лонгино       | Анна Дрезен     | 11 февраля 2020 | 0,81               |
| Изобретение домашнего туалета угрожает бизнесу Эдварда. Векслер случайно проваливает важную дипломатическую миссию, но Чонсли берёт всю вину на себя. |            |                                          |                           |                 |                 |                    |
| 11 | 4          | «Стажировка» «Internship»                | Дэниел Грей Лонгино       | Джорджи Альдако | 18 февраля 2020 | 0,84               |
| Принц Чонсли понимает, что далёк от простых работяг, поэтому просит Векслера найти ему работу. Он становится стажёром Эдварда, чуть не уничтожая весь его бизнес. А Майки тем временем пытается подружиться с весёлой бандой музыкантов-наркоманов, которые, пользуясь его доверчивостью, грабят его дом.                                  |            |                                          |                           |                 |                 |                    |
| 12 | 5          | «Праздничный день» «Holiday»             | Дэн Шимпф                 | Лукас Гарднер   | 25 февраля 2020 | 0,95               |
| В Королевстве отмечают ежегодный праздник урожая. В гости к Аль приезжает её родной дядя, с которым она не сходится в политических взглядах, а принц Чонсли старается устроить вечер весёлых игр для своих суровых родственников. |            |                                          |                           |                 |                 |                    |
| 13 | 6          | «Музыкальный фестиваль» «Music Festival» | Дэн Шимпф                 | Джен Джексон    | 3 марта 2020    | 0,85               |
| Александра расстроена и ревнует, потому что её лучшая подруга Мэгги увлеклась карьерой и нашла новую подругу на работе. Стараясь впечатлить и порадовать Аль, принц Чонсли организует в городе музыкальный фестиваль. Чтобы справиться с капризами главной звезды, ему приходится проявить себя с неожиданной стороны.                     |            |                                          |                           |                 |                 |                    |
| 14 | 7          | «День в суде» «Day in Court»             | Дэн Шимпф                 | Зеке Николсон   | 10 марта 2020   | 0,73               |
| Король Крагнур посещает сеанс психотерапии. Аль судится с королевской козой, уничтожившей урожай её семьи. Принц Чонсли приходит на помощь, несмотря на то, что ему приходится пойти против короны и своего отца. |            |                                          |                           |                 |                 |                    |
| 15 | 8          | «Первое свидание» «First Date»           | Стив Бушеми               | Джен Джексон    | 17 марта 2020   | 0,86               |
| Аль и принц Чонсли проводят много времени вместе, но неуверенность принца мешает ему признать, что он влюбился. Вдобавок к этому, у него появляется соперник. А Эдвард познакомился с девушкой-друидом, которая не по нраву его друзьям.                                                                                                   |            |                                          |                           |                 |                 |                    |
| 16 | 9          | «Переезд: часть 1» «Moving Out Part 1»   | Тамра Дэвис               | Дэн Мирк        | 24 марта 2020   | 0,86               |
| Александра собирается уехать в Париж вместе со своим новым парнем Арчи, что очень расстраивает её отца. Принц Чонсли страдает из-за разрыва с Аль и отказывается жениться по расчёту как приказал ему король Крагнур. Из-за этого валдроги начинают кровавую битву.                                                                        |            |                                          |                           |                 |                 |                    |
| 17 | 10         | «Переезд: часть 2» «Moving Out Part 2»   | Тамра Дэвис               | Дэн Мирк        | 31 марта 2020   | 0,84               |
| Валдроги собираются уничтожить королевство и всех его жителей. Король Крагнур сбегает, а Чонсли, Аль и Векслер разрабатывают хитроумный план, как освободить всех захваченных в плен крестьян. |            |                                          |                           |                 |                 |                    |

### Сезон 3: Дикий Запад (2021)
| № общий | № в сезоне | Название                                                     | Режиссёр       | Автор сценария                | Дата премьеры    | Зрители U.S. (млн) |
| --- | ---------- | ------------------------------------------------------------ | -------------- | ----------------------------- | ---------------- | ------------------ |
| 18 | 1          | «Начало пути» «Hittin' The Trail»                            | Эндрю Де Янг   | Дэн Мирк и Роберт Пэдник      | 13 июля 2021     | 0.79               |
| Преподобный Зик молится о том, чтобы Бог послал ему проводника, способного отвести его и население его умирающего города в Орегон. Внезапно объявившийся преступник Бенни «Молокосос» берётся за работу, чтобы сбежать от закона. Иезекиль сдаёт Бенни охотнику за головами, но позже спасает его с помощью Пруденс. |            |                                                              |                |                               |                  |                    |
| 19 | 2          | «Переправа через реку» «Fording the River»                   | Стив Бушеми    | Джаред Миллер                 | 20 июля 2021     | 0.72               |
| Когда караван достигает реки, они обнаруживают, что их повозки слишком тяжёлые, чтобы переплыть её, и они должны кого-то бросить. Зик добровольно остаётся и строит собственный плот. Тодд настаивает, чтобы они с Пруденс сели на паром, где они встречают пару непринужденных авантюристов. Пруденс решает, что ей тоже нужны приключения, и вовремя возвращается к броду, спасая тонущего Зика. |            |                                                              |                |                               |                  |                    |
| 20 | 3          | «Охотничий отряд» «Hunting Party»                            | Эндрю Де Янг   | Зеке Николсон                 | 27 июля 2021     | 0.59               |
| Когда закончиваются запасы, Тодд возглавляет экспедицию по охоте на буйволов. Иезекиль, пытаясь выглядеть мужественно, присоединяется. Тодд признается, что сильно любит Пруденс, но не может выразить это, и Зик пишет за него любовное письмо. Пруденс, которой наскучил швейный кружок, просит Бенни научить её бандитизму. Они выживают в перестрелке со Стрелком, но, узнав, как Бенни предала его приемная дочь Триг, Пруденс решает, что она не хочет быть преступником. |            |                                                              |                |                               |                  |                    |
| 21 | 4          | «Что происходит в Бранчуотере» «What Happens in Branchwater» | Эндрю Де Янг   | Тейлор Кокс                   | 3 августа 2021   | 0.63               |
| После многих дней пути группа решает сделать небольшой крюк, чтобы отдохнуть в городке под названием Бранчуотер. По словам Бенни, этот город известен как воплощение идеи Дикого Запада, с множеством драк в барах, процветающей проституцией и многим другим, но по прибытии они обнаруживают, что город сильно изменился, приспособившись к растущему туризму. Зик, вдохновленный советом Пруденс расслабиться, выпивает якобы чудодейственный напиток под названием «Змеиное масло», что приводит к смелым словам и незабываемому сценическому танцу. Тодд проигрывает свое состояние в покер, а Бенни и Стрелок предаются воспоминаниям о былом Бранчуотере. На следующее утро Зик стыдится своего поведения и пытается обвинить в этом выпивку, но обнаруживает, что она не оказала никакого влияния, и всё, что он сделал, было только на его совести. Он признаётся в своих чувствах Пруденс, но она говорит, что ей нужно время всё обдумать. |            |                                                              |                |                               |                  |                    |
| 22 | 5          | «Встреча с нунанами» «Meet the Noonans»                      | Дэн Шимпф      | Эндрю Фармер                  | 10 августа 2021  | 0.86               |
| Группа подвеграется нападению банды, возглавляемой дочерью Бенни, Триг. Бенни пытается воссоединиться с ней, но в конечном итоге они ссорятся из-за того, как казнить Стрелка, и Триг в гневе уходит. Группа религиозных фанатиков под названием Нунахи во главе с Джедидией предлагают помощь. Зик обручается с Федрой, членом группы. Пруденс, считая Федру скучной, разлучает их, объявляя прихожанам о (крайне незначительных) грехах Зика, но позже помогает им воссоединиться, и они женятся. |            |                                                              |                |                               |                  |                    |
| 23 | 6          | «Скала Независимости» «Independence Rock»                    | Дэн Шимпф      | Кэрри Кемпер                  | 17 августа 2021  | 0.59               |
| Караван достигает Скалы Независимости четвертого июля, и все отмечают День Независимости. Бенни, рассторенный тем, что Триг заняла его титул худшего преступника в этом районе, пытается убить имитатора дяди Сэма, но останавливается, когда понимает, что расстраивает детей. Униженный, он покидает группу. Федра категорически не одобряет сильный патриотизм Зика. Пока Федра молится, а Тодд напивается, Зик и Пруденс целуются. |            |                                                              |                |                               |                  |                    |
| 24 | 7          | «Белый спаситель» «White Savior»                             | Блейк МакКларк | Келли Линн Д'Анджело          | 24 августа 2021  | 0.83               |
| Бенни захвачен группой черноногих, которых не впечатляет его репутация. Когда генерал из Бюро по делам индейцев приходит, чтобы выгнать туземцев с их земель, Бенни настаивает на переговорах от их имени, что приводит к кавалерийской атаке. Туземцы побеждают солдат, заставляя Бенни понять, что он не белый спаситель, и он возвращается к своим. |            |                                                              |                |                               |                  |                    |
| 25 | 8          | «Над горой» «Over the Mountain»                              | Стив Бушеми    | Генри Майклз                  | 31 августа 2021  | 0.69               |
| Зик и Пруденс заводят роман под носом у своих ничего не подозревающих супругов. Триг нападает на Бенни, в ярости из-за того, что её преступления все еще сравнивают с преступлениями её отца, но Зик и Пруденс успокаивают её. Когда на группу обрушивается серия бедствий, Зик думает, что Бог наказывает его, и признается в романе, из-за чего становится изгоем. Триг убеждает Тодда освободить её. Тодд сталкивает повозки вниз с горы, прежде чем сбежать с Тригом и пленной Пруденс. |            |                                                              |                |                               |                  |                    |
| 26 | 9          | «Мель» «Stranded»                                            | Клэр Сканлон   | Мэттью Басс и Теодор Брессман | 7 сентября 2021  | 0.57               |
| Попав в метель, все, в том числе Зик, прибегают к каннибализму. Когда они готовятся съесть молодого Левая, Бенни предлагает вместо этого себя, заставляя всех отказаться от своих планов и переждать бурю. Преступники достигают Орегона и впечатляются богатством и отсутствием законов. Триг делает так, чтобы Тодд победил на выборах губернатора, и использует его, чтобы превратить штат в криминальный рай. А Пруденс тем временем заперта в золотой клетке в особняке губернатора. |            |                                                              |                |                               |                  |                    |
| 27 | 10         | «Конец пути» «End of the Trail»                              | Клэр Сканлон   | Дэн Мирк и Роберт Пэдник      | 14 сентября 2021 | 0.59               |
| Группа прибывает в Орегон-Сити и обнаруживает, что Триг и её банда превратили его в криминальный ад. Зик пытается спасти Пруденс от оргии Тодда, который стал похож на Калигулу, в то время как Бенни и остальные вызывают Триг и её банду на перестрелку. Бенни сдается, но говорит дочери, как гордится ей, растопив её сердце. Пруденс убивает Тодда из пушки. Бенни присоединяется к банде Триг в качестве её заместителя. Федра ведёт некоторых путешественников к новой жизни во Флориде, а Зик, Пруденс и оставшиеся начинают восстанавливать город. |            |                                                              |                |                               |                  |                    |

### Сезон 4: Конец времён (2023)
| № общий | № в сезоне | Название                                           | Режиссёр   | Автор сценария           | Дата премьеры   | Зрители U.S. (млн) |
| ------- | ---------- | -------------------------------------------------- | ---------- | ------------------------ | --------------- | ------------------ |
| 28      | 1          | «Добро пожаловать в Бумтаун» «Welcome to Boomtown» | Неизвестно | Дэн Мирк и Роберт Пэдник | 10 июля 2023    | н/д                |
| 29      | 2          | «Т.С.Ж» «H.O.A.»                                   | Неизвестно | Роб Клейн                | 10 июля 2023    | н/д                |
| 30      | 3          | «МатриХХХа» «The MatriXXX»                         | Неизвестно | Эшли Уигфилд             | 17 июля 2023    | н/д                |
| 31      | 4          | «Церемония посвящения» «The Grouping Ceremony»     | Неизвестно | Дэн Клейн                | 17 июля 2023    | н/д                |
| 32      | 5          | «Джим Керри в парке» «Jim Carrey in the Park»      | Неизвестно | Нора Уинслоу             | 24 июля 2023    | н/д                |
| 33      | 6          | «Олимп» «Olympus»                                  | Неизвестно | Генри Майклз             | 31 июля 2023    | н/д                |
| 34      | 7          | «Роланд Гордое Сердце» «Roland Proudheart»         | Неизвестно | Томми До                 | 7 августа 2023  | н/д                |
| 35      | 8          | «Дитя лона женского» «Children of Women»           | Неизвестно | Мэтт Уолш                | 14 августа 2023 | н/д                |
| 36      | 9          | «Джон Христос» «John Christ»                       | Неизвестно | Дэн Мирк                 | 21 августа 2023 | н/д                |
| 37      | 10         | «Конец» «The End»                                  | Неизвестно | Роберт Пэдник            | 28 августа 2023 | н/д                |

## Создание

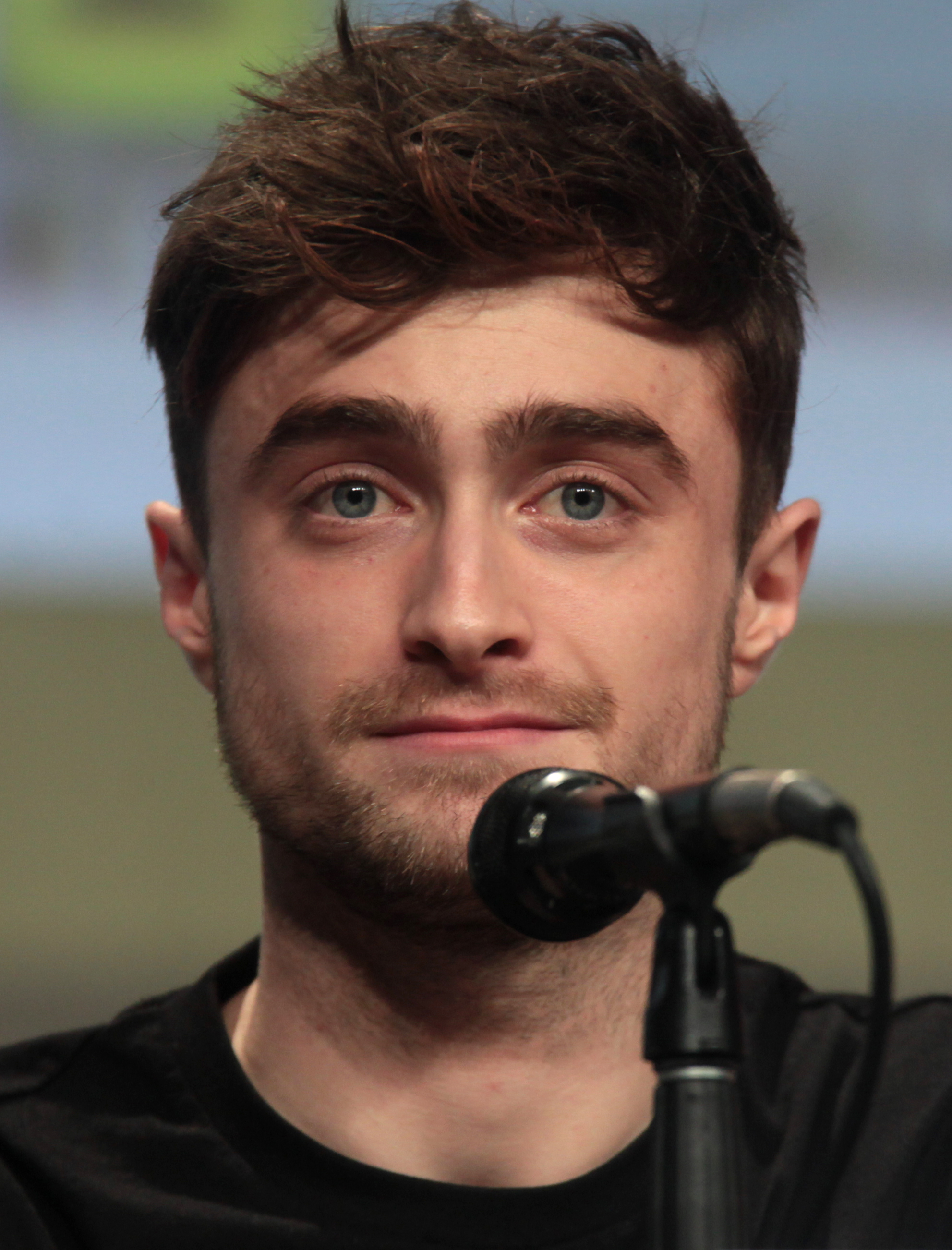
Дэниел Рэдклифф

17 мая 2017 года телеканал TBS объявил о том, что сделал заказ на производство первого сезона из 7 серий. Сериал был создан сценаристом Саймоном Ричем и основан на его повести What in God's Name. Предполагалось, что исполнительными продюсерами станут Саймон Рич, Лорн Майклс, Эндрю Сингер, Дэниел Рэдклифф и Оуэн Уилсон. Производственными компаниями сериала стали Broadway Video и Studio T. 19 октября 2017 года было объявлено, что Уилсон больше не будет исполнительным продюсером и его заменит Стив Бушеми.
Одновременно с анонсом заказа на производство сериала, было также объявлено, что Дэниел Рэдклифф и Оуэн Уилсон будут исполнять главные роли. 19 октября 2017 года Стив Бушеми заменил Уилсона в роли Бога. В ноябре 2017 года Dedline Hollywood и Variety сообщили, что Джеральдин Висванатхан, Каран Сони, Джон Басс и Саша Кампере присоединятся к актёрскому составу. 25 марта 2018 года было объявлено, что Лолли Адефоп присоединилась к сериалу в качестве исполнителя одной из главных ролей.
Основные съёмки прошли в декабре 2017 и январе 2018 в городе Атланта, штат Джорджия, и его окрестностях. Съёмки также проходили в Норкроссе (Джорджия) 29 декабря 2017 года и 16 января 2018 года в городском парке Пьемонт в Атланте.

## Релиз
4 декабря 2018 года TBS объявил, что премьера сериала состоится 12 февраля 2019 года. 8 февраля 2019 года TBS выпустил первый эпизод на своём официальном канале в YouTube.
5 декабря 2018 года был выпущен первый тизер, а 19 декабря 2018 года был выпущен полноценный трейлер.
26 января 2019 года состоялся показ пилотной серии на кинофестивале Сандэнс. На показе присутствовали Даниэл Рэдклифф, Джеральдин Висванатан, Каран Сони и Саймон Рич.

## Критика
На портале Rotten Tomatoes рейтинг одобрения составляет 73% на основе 33 критических отзывов со средним рейтингом 6,67/10. Вывод гласит: «В сериале больше очарования, чем интеллекта, „Miracle Workers“ — это отличная демонстрация притягивающей и восхищающей мощи звёздного тандема Дэниела Рэдклиффа и Стива Бушеми». Сайт Metacritic оценил сериал на 61 балл из 100, основываясь на 19 рецензиях критиков.

## Комментарии
1. ↑  Серия была опубликована на официальном YouTube-канале TBS 8 февраля 2019 года[15].